# Епархия Сэгэнэйти
Епархия Сэгэнэйти — епархия Эритрейской католической церкви с центром в городе Сэгэнэйти, Эритрея. Епархия Сэгэнэйти входит в митрополию Асмэры. Кафедральным собором епархии Сэгэнэйти является церковь святого Архангела Михаила.

## История
24 февраля 2012 года Папа Римский Бенедикт XVI издал буллу «Cum visum sit», которой учредил епархию Сэгэнэйти, выделив её из епархии Асмэры (сегодня — архиепархия).

## Ординарии епархии
- епископ Фикремариам Хагос Цалим (24.02.2012 — по настоящее время).

## Источник
- Булла «Cum visum sit»  (лат.)